# Ignaz Stern

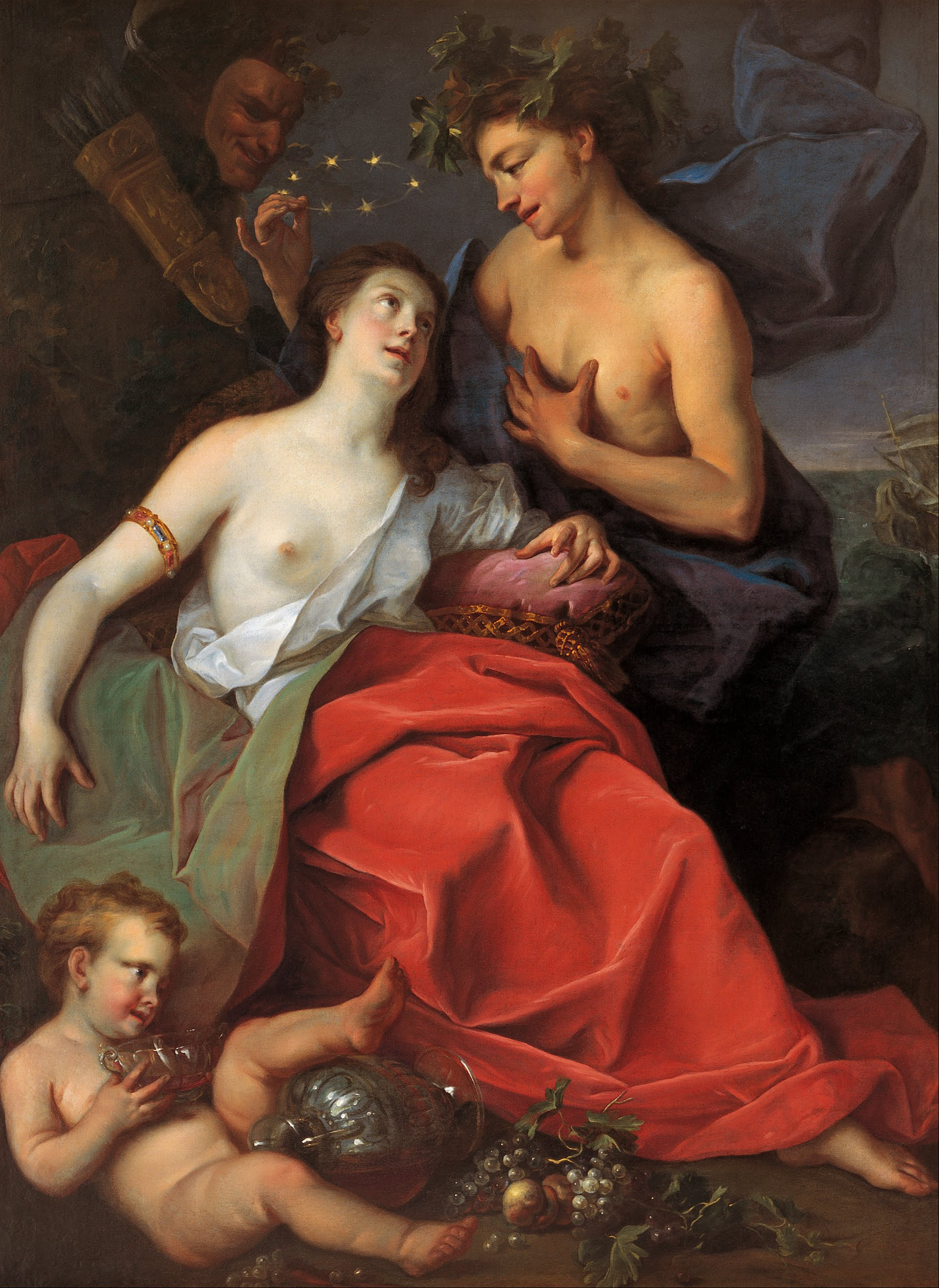
Bacchus und Ariadne

Ignaz Stern, auch Ignazio Stern oder Stella, (* 17. Januar 1679 in Mauerkirchen oder Mariahilf, Passau, Herzogtum Bayern, Heiliges Römisches Reich; † 28. Mai 1748 in Rom, Kirchenstaat) war ein deutscher Barockmaler.

## Leben
Seine Ausbildung erhielt Stern bei Carlo Cignani in Bologna. 1713 zog er nach Forlì, wo er sich auf Altarmalerei und Staffeleimalerei für Privatpersonen und Klosterpatrone der Emilia-Romagna spezialisierte. Danach arbeitete er in der Lombardei und Rom. Er malte eine Annunciatio für die Kirche der Nunziata in Piacenza. In Rom bemalte er die Sakristei von S. Paolino mit Fresken und hinterließ einige Ölbilder in der Kirche S. Elisabetta.
Er war der Vater von zwei Söhnen und zwei Töchtern, darunter die Maler Ignaz Stern, Ludovico Stern und Veronica Stern. Seine Tochter Maddalena war mit dem französischen Maler Claude Vernet verheiratet.